# Entente saint-pierraise
 (juillet 2017).
Si vous disposez d'ouvrages ou d'articles de référence ou si vous connaissez des sites web de qualité traitant du thème abordé ici, merci de compléter l'article en donnant les références utiles à sa vérifiabilité et en les liant à la section « Notes et références ».
Maillots
L'Entente saint-pierraise est un ancien club de football féminin français basé à Saint-Pierre-lès-Elbeuf et aujourd'hui disparu.
Les Saint-pierraises ont évolué quatre saisons en première division entre 1988 et 1992. 
Le club comprend également une section masculine, toujours en activité, mais qui n'a jamais joué au niveau national.

## Palmarès
Le tableau suivant liste le palmarès du club dans les différentes compétitions officielles au niveau national et régional.
| Compétitions régionales     | Équipes de jeunes           |
| Votre aide est la bienvenue | Votre aide est la bienvenue |

## Bilan saison par saison
Le tableau suivant retrace le parcours du club depuis la création du championnat de Division 1 en 1974.
| Édition   | Division 1 | Division 2             | Divisions Régionales |
| 1974-1988 | -          | -                      | …                    |
| 1988-1989 | 8e (Gr. A) | Championnat inexistant | -                    |
| 1989-1990 | 7e (Gr. C) | Championnat inexistant | -                    |
| 1990-1991 | 4e (Gr. B) | Championnat inexistant | -                    |
| 1991-1992 | 8e (Gr. C) | Championnat inexistant | -                    |
| 1992-     | -          | …                      | …                    |